# Pentalonia nigronervosa
Pentalonia nigronervosa är en insektsart. Pentalonia nigronervosa ingår i släktet Pentalonia och familjen långrörsbladlöss. Inga underarter finns listade i Catalogue of Life.